# عزلة ثمن الرياشية (البيضاء)

تعديل مصدري - تعديل

عزلة الرياشية هي إحدى عزل مديرية الرياشية في محافظة البيضاء اليمنية ويبلغ تعداد سكانها 7793 نسمة حسب التعداد السكاني في اليمن لعام 2004.

## روابط خارجية
- الجهاز المركزي للإحصاء بالجمهورية اليمنية
- المركز الوطني للمعلومات باليمن
- World Gazetteer:Yemen
- الدليل الشامل